# Vladislav Kotromanić
Vladislav de Bosnia (en serbocroata: Vladislav Kotromanić/Владислав Котроманић; fallecido en 1354) fue un miembro de la casa de Kotromanić que gobernó el Banato de Bosnia desde septiembre de 1353 hasta su muerte.
Vladislav era el hijo menor de Esteban I de Bosnia, e Isabel de Serbia. A la muerte de Esteban I alrededor de 1314, la madre de Vladislav asumió la regencia en nombre de su hermano mayor, Esteban II. Circunstancias poco claras pronto la obligaron a huir de Bosnia y buscar refugio en la República de Ragusa. Llevó a sus hijos con ella, y los documentos raguseos muestran que pasaron varios años en el exilio. El cronista del siglo xvi Mavro Orbini afirma que únicamente Esteban siguió a Isabel, mientras que Vladislav y su hermano Ninoslav fueron a la ciudad croata de Medvedgrad. En el verano de 1319, la familia Kotromanić regreso nuevamente a Bosnia. Vladislav y Esteban tomaron parte en un gran coalición de nobles contra su señor Mladen II Šubić de Bribir, provocando su caída y con lo que la casa de Kotromanić se puso directamente bajo la soberanía del rey Carlos I de Hungría. Los hermanos procedieron a ayudar al Ban de Eslavonia en los conflictos con los magnates de Croacia. Vladislav, con el título de knez, aparece como co-otorgante de las cartas de Esteban II a la noble familia Hrvatinić entre 1326 y 1331. 
A finales de 1337 o principios de 1338, se casó con Jelena, hija de Jorge II Šubić. La ceremonia de matrimonio fue realizado por Lampridio Vitturi, obispo de Trogir. Las autoridades de la ciudad que eran hostiles a Lampridio se quejaron ante el papado de que el matrimonio era no canónico debido a la consanguinidad de la pareja. Ellos, sin embargo, permanecieron juntos y tuvieron dos hijos, Tvrtko y Vuk.
Esteban II murió en 1353 sin dejar descendencia. Por razones desconocidas, Vladislav fue excluido de la sucesión, y el título Ban de Bosnia pasó directamente a su hijo Tvrtko. Tvrtko, sin embargo, tenía solamente unos 15 años de edad en ese momento, por lo que Vladislav asumió las riendas del gobierno con su esposa. De inmediato llevó al joven Ban en una gira por toda Bosnia, durante la cual se establecieron relaciones con vasallos. A pesar de que su hijo era el gobernante entronizado, el nombre de Vladislav tenía prioridad en las cartas, lo que sugiere que el Ban fue eclipsado por su padre.
Vladislav murió en 1354, luego de un año de regencia, dejando a su viuda para gobernar en nombre de Tvrtko hasta 1357.